# Burgstall Wildenholzen
Der Burgstall Wildenholzen ist eine abgegangene Spornburg auf einer 560 m ü. NHN hohen Erhebung oberhalb der Wildenholzener Schlucht, etwa einen Kilometer südwestlich von Bruck im Landkreis Ebersberg in Bayern.

## Geschichte

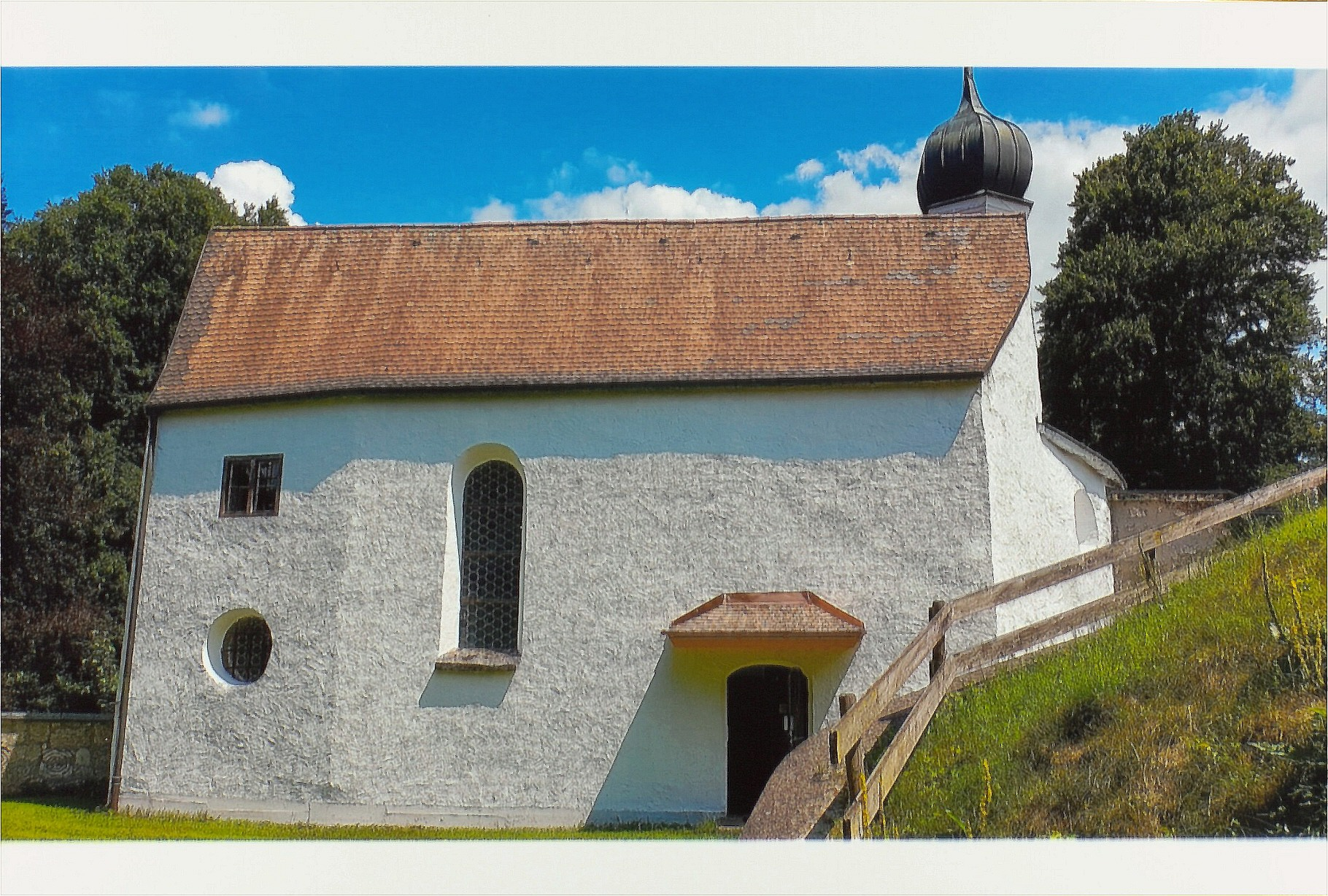
Burgkapelle St. Andreas von Wildenholzen

Die Burg wurde erstmals 1381 als im Besitz der Herren von Pienzenau, und 1386 als Burg „Wildenholtzen“ erwähnt. 1443 fand die Neuweihe der Burgkapelle St. Andreas statt und vermutlich ein Neubau zum Schloss. 1818 wurde das Schloss bis auf die Burgkapelle abgebrochen und 1900 ein Wandbrunnen mit Erinnerungstafel an der Schlossstraße errichtet.

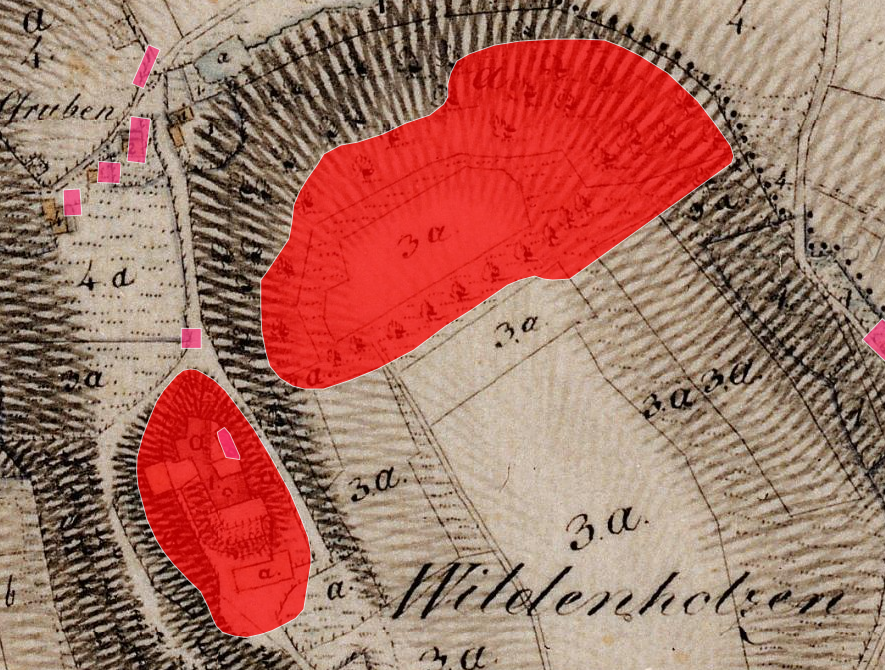
Lageplan von Burgstall Wildenholzen (links spätmittelalterlicher bzw. frühneuzeitlicher Burgstall, rechts oben frühmittelalterlicher Burgstall) auf dem Urkataster von Bayern

Die Burg war ein einfacher spätgotischer Wohnturm mit Walmdach ohne Bering mit der Burgkapelle St. Andreas als Annexbau. Von der nicht mehr existenten Burganlage wurden 1960 die Reste eines etwa sechs Meter breiten Halsgrabens 50 Meter südlich der Burgkapelle aufgedeckt.
Heute ist die Stelle als Bodendenkmal D-1-7937-0003 „Burgstall des späten Mittelalters und der frühen Neuzeit ("Burg Wildenholzen") sowie untertägige spätmittelalterliche und frühneuzeitliche Befunde im Bereich der ehem. Burgkapelle und Kath. Filialkirche St. Andreas“ vom Bayerischen Landesamt für Denkmalpflege erfasst.
Nordöstlich davon befindet sich ein zweiter Burgstall, vermutlich die Vorgängeranlage, die als Bodendenkmal unter der Aktennummer D-1-7937-0074 im Bayernatlas als „Burgstall des frühen oder hohen Mittelalters“ geführt wird.